# Streaming API for XML
A Streaming API for XML (StAX) XML-dokumentumokat író és olvasó alkalmazásprogramozási felület, mely a Java-közösségtől ered.
Hagyományosan az XML API-k vagy fa- (az egész dokumentum a memóriába kerül faszerkezetként az alkalmazás általi hozzáférésre), vagy eseményalapúak (az alkalmazás a dokumentumban elért entitások miatti eseményeket regisztrálja).
Mindkettőnek megvannak az előnyei: a DOM például lehetővé teszi a dokumentum gyors hozzáférését, 
az eseményalapú algoritmusoknak, mint a SAX memóriaigénye alacsony és gyorsabbak.
E hozzáférési változatok ellentétesnek tekinthetők. Egy faalapú API végtelen hozzáférést és változtatást tesz lehetővé, míg egy eseményalapú csupán áthalad a dokumentumon.
A StAX a két ellentét közti középútként lett megtervezve. Itt a program bemeneti helye egy dokumentumbeli helyet meghatározó kurzor. Az alkalmazás előrehelyezi a kurzort – az értelmezőből „húzva” a szükséges információt, szemben az eseményalapú API-kkal, például a SAX-szal, mely azt „tolja” az alkalmazásnak, ami az események közti állapot kezelését igényli a dokumentumbeli hely követéséhez.

## Eredet
A StAX számos egymással nem kompatibilis XML API-ból ered, például az XMLPULL-ból, melynek fejlesztői (Stefan Haustein és Aleksander Slominski) többek közt a BEA Systemszel, az Oracle-lel, a Sunnal és James Clarkkal is együttműködtek.

## Példák
A JSR-173 specifikáció végleges, 1.0 verziójából:
Az alábbi Java API bemutatja a kurzoros megközelítés fő XML-olvasó metódusait.
public interface XMLStreamReader { 
    public int next() throws XMLStreamException; 
    public boolean hasNext() throws XMLStreamException; 
    public String getText(); 
    public String getLocalName(); 
    public String getNamespaceURI(); 
    // …a többi metódus nincs megjelenítve
}

Az API íróoldala tartalmaz StartElement és EndElement eseménytípusok olvasóoldalának megfelelő metódusokat.
public interface XMLStreamWriter { 
    public void writeStartElement(String localName) throws XMLStreamException;
    public void writeEndElement() throws XMLStreamException; 
    public void writeCharacters(String text) throws XMLStreamException; 
    // …a többi metódus nincs megjelenítve
}

5.3.1 XMLStreamReader 
E példa bemutatja a bemenetgyár és az olvasó létrehozásának, valamint egy XML-dokumentum elemein való iterálás módszerét.
XMLInputFactory xmlInputFactory = XMLInputFactory.newInstance();
XMLStreamReader xmlStreamReader = xmlInputFactory.createXMLStreamReader(…);
while (xmlStreamReader.hasNext()) {
    xmlStreamReader.next();
}

## Fordítás
Ez a szócikk részben vagy egészben  a   StAX című angol Wikipédia-szócikk ezen változatának fordításán alapul.  Az eredeti cikk szerkesztőit annak laptörténete sorolja fel. Ez a jelzés csupán a megfogalmazás eredetét és a szerzői jogokat jelzi, nem szolgál a cikkben szereplő információk forrásmegjelöléseként.